# Ајсдорф
Ајсдорф (њем. Eisdorf) општина је у њемачкој савезној држави Доња Саксонија. Једно је од 16 општинских средишта округа Остероде ам Харц. Према процјени из 2010. у општини је живјело 1.771 становника. Посједује регионалну шифру (AGS) 3156005.

## Географски и демографски подаци
Ајсдорф се налази у савезној држави Доња Саксонија у округу Остероде ам Харц. Општина се налази на надморској висини од 161 метра. Површина општине износи 10,6 km². У самом мјесту је, према процјени из 2010. године, живјело 1.771 становника. Просјечна густина становништва износи 168 становника/km².